# Liste der FFH-Gebiete im Landkreis Cham
Die Liste der FFH-Gebiete im Landkreis Cham zeigt die FFH-Gebiete des Oberpfälzer Landkreises Cham in Bayern. Teilweise überschneiden sie sich mit bestehenden Natur-, Landschaftsschutz- und EU-Vogelschutzgebieten.
Im Landkreis befinden sich 22 und zum Teil mit anderen Landkreisen überlappende FFH-Gebiete.
| Amphibienvorkommen am Pfahl bei Ried am Pfahl                 |    | 6841-372 WDPA: 555521733 | Landkreis Cham                                                  |                                                          | ⊙ | 37,13    |  |
| Arracher Moor                                                 |    | 6844-301 WDPA: 555521739 | Landkreis Cham                                                  |                                                          | ⊙ | 19,00    |  |
| Bachtäler im Falkensteiner Vorwald                            |    | 6939-302 WDPA: 555521763 | Landkreis Regensburg, Landkreis Cham, Landkreis Straubing-Bogen |                                                          | ⊙ | 1.387,00 |  |
| Bayerische Schwarzach und Biberbach                           |    | 6541-371 WDPA: 555521601 | Landkreis Schwandorf, Landkreis Cham                            |                                                          | ⊙ | 530,40   |  |
| Buchenwald östlich Perlhütte                                  | BW | 6642-371 WDPA: 555521657 | Landkreis Cham                                                  |                                                          | ⊙ | 177,19   |  |
| Buchenwälder bei Althütte                                     | BW | 6642-302 WDPA: 555521656 | Landkreis Cham                                                  |                                                          | ⊙ | 216,00   |  |
| Chamb, Regentalaue und Regen zwischen Roding und Donaumündung |    | 6741-371 WDPA: 555521700 | Landkreis Schwandorf, Landkreis Regensburg, Landkreis Cham      | auch in Regensburg                                       | ⊙ | 3.193,53 |  |
| Großer und Kleiner Arber mit Arberseen                        |    | 6844-373 WDPA: 555521742 | Landkreis Cham, Landkreis Regen                                 |                                                          | ⊙ | 2.295,20 |  |
| Hoher Bogen                                                   |    | 6743-301 WDPA: 555521701 | Landkreis Cham                                                  |                                                          | ⊙ | 498,00   |  |
| Kaitersberg-Felshänge                                         |    | 6843-371 WDPA: 555521738 | Landkreis Cham                                                  |                                                          | ⊙ | 20,21    |  |
| Kleiner und Großer Osser, Zwercheck und Schwarzeck            |    | 6844-372 WDPA: 555521741 | Landkreis Cham                                                  |                                                          | ⊙ | 392,92   |  |
| Mausohrkolonien im Naturraum Oberpfälzisch-Bayerischer Wald   |    | 6540-302 WDPA: 555521599 | Landkreis Schwandorf, Landkreis Regensburg, Landkreis Cham      | auch in Landkreis Deggendorf, Landkreis Freyung-Grafenau | ⊙ | 0,00     |  |
| Neubäuer Weiher                                               |    | 6740-301 WDPA: 555521698 | Landkreis Cham                                                  |                                                          | ⊙ | 34,00    |  |
| NSG 'Regentalhänge zwischen Kirchenrohrbach und Zenzing'      |    | 6840-301 WDPA: 555521731 | Landkreis Cham                                                  |                                                          | ⊙ | 22,00    |  |
| Oberlauf des Weißen Regens bis Kötzting mit Kaitersbachaue    |    | 6844-371 WDPA: 555521740 | Landkreis Cham, Landkreis Regen                                 |                                                          | ⊙ | 637,87   |  |
| Sandgrube bei Schachendorf                                    |    | 6842-371 WDPA: 555521735 | Landkreis Cham                                                  |                                                          | ⊙ | 8,95     |  |
| Schwarzachtal zwischen Hocha und Schönthal                    |    | 6641-371 WDPA: 555521655 | Landkreis Cham                                                  |                                                          | ⊙ | 221,79   |  |
| Schwarzwihrberg bei Rötz                                      |    | 6640-371 WDPA: 555521654 | Landkreis Schwandorf, Landkreis Cham                            |                                                          | ⊙ | 209,68   |  |
| Standortübungsplatz Roding                                    | BW | 6841-371 WDPA: 555521732 | Landkreis Cham                                                  |                                                          | ⊙ | 163,19   |  |
| Vermoorung südwestlich Falkenstein                            | BW | 6940-371 WDPA: 555521765 | Landkreis Cham                                                  |                                                          | ⊙ | 9,13     |  |
| Waldweihergebiet im Postloher Forst                           | BW | 6740-302 WDPA: 555521699 | Landkreis Schwandorf, Landkreis Cham                            |                                                          | ⊙ | 418,00   |  |
| Winterquartiere der Mopsfledermaus im Oberpfälzer Wald        |    | 6843-301 WDPA: 555521736 | Landkreis Cham                                                  |                                                          | ⊙ | 0,00     |  |
| Legende für Fauna-Flora-Habitat                               |    |                          |                                                                 |                                                          |   |          |  |